# Cselgáncs a 2007. évi nyári európai ifjúsági olimpiai fesztiválon
A 2007. évi nyári európai ifjúsági olimpiai fesztiválon a cselgáncs versenyszámait július 23. és 27-e között rendezték Belgrádban. A férfiak 8 számban versenyeztek, míg a nők 7-ben.

## Összesített éremtáblázat
| A 2007. évi nyári európai ifjúsági olimpiai fesztivál összesített éremtáblázata cselgáncsban | A 2007. évi nyári európai ifjúsági olimpiai fesztivál összesített éremtáblázata cselgáncsban | A 2007. évi nyári európai ifjúsági olimpiai fesztivál összesített éremtáblázata cselgáncsban | A 2007. évi nyári európai ifjúsági olimpiai fesztivál összesített éremtáblázata cselgáncsban | A 2007. évi nyári európai ifjúsági olimpiai fesztivál összesített éremtáblázata cselgáncsban | Olimpia  |
| -------------------------------------------------------------------------------------------- | -------------------------------------------------------------------------------------------- | -------------------------------------------------------------------------------------------- | -------------------------------------------------------------------------------------------- | -------------------------------------------------------------------------------------------- | -------- |
|                                                                                              | Ország                                                                                       | Arany                                                                                        | Ezüst                                                                                        | Bronz                                                                                        | Összesen |
| 1.                                                                                           | Azerbajdzsán                                                                                 | 4                                                                                            | 0                                                                                            | 0                                                                                            | 4        |
| 2.                                                                                           | Hollandia                                                                                    | 2                                                                                            | 3                                                                                            | 0                                                                                            | 5        |
| 3.                                                                                           | Ukrajna                                                                                      | 2                                                                                            | 1                                                                                            | 2                                                                                            | 5        |
| 4.                                                                                           | Grúzia                                                                                       | 1                                                                                            | 1                                                                                            | 2                                                                                            | 4        |
| 5.                                                                                           | Oroszország                                                                                  | 1                                                                                            | 0                                                                                            | 5                                                                                            | 6        |
| 6.                                                                                           | Németország                                                                                  | 1                                                                                            | 0                                                                                            | 4                                                                                            | 5        |
| 7.                                                                                           | Bulgária                                                                                     | 1                                                                                            | 0                                                                                            | 1                                                                                            | 2        |
| 8.                                                                                           | Észtország                                                                                   | 1                                                                                            | 0                                                                                            | 0                                                                                            | 1        |
|                                                                                              | Magyarország                                                                                 | 1                                                                                            | 0                                                                                            | 0                                                                                            | 1        |
|                                                                                              | Törökország                                                                                  | 1                                                                                            | 0                                                                                            | 0                                                                                            | 1        |
| 11.                                                                                          | Franciaország                                                                                | 0                                                                                            | 2                                                                                            | 0                                                                                            | 2        |
|                                                                                              | Horvátország                                                                                 | 0                                                                                            | 2                                                                                            | 0                                                                                            | 2        |
| 13.                                                                                          | Olaszország                                                                                  | 0                                                                                            | 1                                                                                            | 3                                                                                            | 4        |
| 14.                                                                                          | Izrael                                                                                       | 0                                                                                            | 1                                                                                            | 2                                                                                            | 3        |
|                                                                                              | Egyesült Királyság                                                                           | 0                                                                                            | 1                                                                                            | 2                                                                                            | 3        |
| 16.                                                                                          | Bosznia-Hercegovina                                                                          | 0                                                                                            | 1                                                                                            | 0                                                                                            | 1        |
|                                                                                              | Lettország                                                                                   | 0                                                                                            | 1                                                                                            | 0                                                                                            | 1        |
|                                                                                              | Svédország                                                                                   | 0                                                                                            | 1                                                                                            | 0                                                                                            | 1        |
| 19.                                                                                          | Fehéroroszország                                                                             | 0                                                                                            | 0                                                                                            | 2                                                                                            | 2        |
|                                                                                              | Lengyelország                                                                                | 0                                                                                            | 0                                                                                            | 2                                                                                            | 2        |
|                                                                                              | Szlovénia                                                                                    | 0                                                                                            | 0                                                                                            | 2                                                                                            | 2        |
| 22.                                                                                          | Ausztria                                                                                     | 0                                                                                            | 0                                                                                            | 1                                                                                            | 1        |
|                                                                                              | Belgium                                                                                      | 0                                                                                            | 0                                                                                            | 1                                                                                            | 1        |
|                                                                                              | Portugália                                                                                   | 0                                                                                            | 0                                                                                            | 1                                                                                            | 1        |
|                                                                                              |                                                                                              |                                                                                              |                                                                                              |                                                                                              |          |
| Összesen                                                                                     | Összesen                                                                                     | 15                                                                                           | 15                                                                                           | 30                                                                                           | 60       |

## Férfi
| A 2007. évi nyári európai ifjúsági olimpiai fesztivál férfi érmesei cselgáncsban |                                   |                                   |                                    |
| Versenyszám                                                                      | Arany                             | Ezüst                             | Bronz                              |
| 50 kg                                                                            | Azerbajdzsán Vugar Shirinli       | Izrael Artiom Arshansky           | Oroszország Alexey Shkorov         |
| 50 kg                                                                            | Azerbajdzsán Vugar Shirinli       | Izrael Artiom Arshansky           | Grúzia Otar Kaidarashvili          |
| 55 kg                                                                            | Azerbajdzsán Elsever Sadigzade    | Ukrajna Roman Paskar              | Németország Sascha Herkenrath      |
| 55 kg                                                                            | Azerbajdzsán Elsever Sadigzade    | Ukrajna Roman Paskar              | Bulgária Dimitar Hristov           |
| 60 kg                                                                            | Azerbajdzsán Sarkhan Akhmadov     | Grúzia Zviad Kapanadze            | Ukrajna Artem Vorona               |
| 60 kg                                                                            | Azerbajdzsán Sarkhan Akhmadov     | Grúzia Zviad Kapanadze            | Izrael Golan Pollack               |
| 66 kg                                                                            | Grúzia Zebeda Rekhviashvili       | Lettország Arturs Kurbanovs       | Olaszország Massimiliano Carollo   |
| 66 kg                                                                            | Grúzia Zebeda Rekhviashvili       | Lettország Arturs Kurbanovs       | Izrael Yair Svidersky              |
| 73 kg                                                                            | Oroszország Yusup-Khadzhi Aksagov | Svédország Robin Pacek            | Olaszország Andrea Regis           |
| 73 kg                                                                            | Oroszország Yusup-Khadzhi Aksagov | Svédország Robin Pacek            | Grúzia Giorgi Mermanishvili        |
| 81 kg                                                                            | Észtország Grigori Minaskin       | Hollandia Gudo Slotboom           | Oroszország Mikhail Kalinin        |
| 81 kg                                                                            | Észtország Grigori Minaskin       | Hollandia Gudo Slotboom           | Ukrajna Dmytro Luchyn              |
| 90 kg                                                                            | Azerbajdzsán Shakhin Gahramanov   | Bosznia-Hercegovina Djordje Kisin | Lengyelország Tomasz Talach        |
| 90 kg                                                                            | Azerbajdzsán Shakhin Gahramanov   | Bosznia-Hercegovina Djordje Kisin | Oroszország Magomed Khadziev       |
| +90 kg                                                                           | Németország Tobias Ehnes          | Olaszország Domenico Di Guida     | Szlovénia Jan Ratej                |
| +90 kg                                                                           | Németország Tobias Ehnes          | Olaszország Domenico Di Guida     | Fehéroroszország Dzianis Parkhamuk |

## Női
| A 2007. évi nyári európai ifjúsági olimpiai fesztivál női érmesei cselgáncsban |                             |                                   |                                     |
| Versenyszám                                                                    | Arany                       | Ezüst                             | Bronz                               |
| 44 kg                                                                          | Törökország Tugba Zehir     | Franciaország Marlène Robert      | Szlovénia Kristina Vrsic            |
| 44 kg                                                                          | Törökország Tugba Zehir     | Franciaország Marlène Robert      | Németország Svea Schwaebe           |
| 48 kg                                                                          | Magyarország Maros Barbara  | Hollandia Sanne Verhagen          | Egyesült Királyság Kelly Edwards    |
| 48 kg                                                                          | Magyarország Maros Barbara  | Hollandia Sanne Verhagen          | Oroszország Daria Predeina          |
| 52 kg                                                                          | Hollandia Maureen Groefsema | Horvátország Andrea Bekic         | Ausztria Tina Zeltner               |
| 52 kg                                                                          | Hollandia Maureen Groefsema | Horvátország Andrea Bekic         | Lengyelország Halima Mohamed-Seghir |
| 57 kg                                                                          | Bulgária Ivelina Ilieva     | Horvátország Andreja Dakovic      | Németország Melanie Holzmann        |
| 57 kg                                                                          | Bulgária Ivelina Ilieva     | Horvátország Andreja Dakovic      | Egyesült Királyság Samantha Clark   |
| 63 kg                                                                          | Hollandia Nicoline Alberts  | Franciaország Caroline Peschaud   | Portugália Marta Cachola            |
| 63 kg                                                                          | Hollandia Nicoline Alberts  | Franciaország Caroline Peschaud   | Belgium Maud Gudelj                 |
| 70 kg                                                                          | Ukrajna Ivanna Makukha      | Hollandia Kim Polling             | Olaszország Marta Ferrari           |
| 70 kg                                                                          | Ukrajna Ivanna Makukha      | Hollandia Kim Polling             | Oroszország Daria Davydova          |
| +70 kg                                                                         | Ukrajna Iryna Kindzerska    | Egyesült Királyság Rebecca Telfer | Németország Tia Berger              |
| +70 kg                                                                         | Ukrajna Iryna Kindzerska    | Egyesült Királyság Rebecca Telfer | Fehéroroszország Maryna Slutskaya   |